# Espacio LB
En matemáticas, un espacio LB, también escrito como (LB)-espacio, es un espacio vectorial topológico (EVT) {\displaystyle X} que es un límite directo localmente convexo de un sistema inductivo numerable {\displaystyle (X_{n},i_{nm})} de espacios de Banach.
Esto significa que {\displaystyle X} es un límite directo de un sistema directo {\displaystyle \left(X_{n},i_{nm}\right)} en la categoría de espacios vectoriales topológicos localmente convexos y que cada {\displaystyle X_{n}} es un espacio de Banach.
Si cada una de las aplicaciones de enlace {\displaystyle i_{nm}} es una incorporación de EVT, entonces el espacio LB se denomina espacio LB estricto. Esto significa que la topología inducida en {\displaystyle X_{n}} por {\displaystyle X_{n+1}} es idéntica a la topología original en {\displaystyle X_{n}.}
Algunos autores (por ejemplo, Schaefer) definen el término "espacio LB" como "espacio LB estricto", por lo que al leer determinados textos matemáticos, se recomienda comprobar siempre cómo se ha definido el espacio LB.

## Definición
La topología de {\displaystyle X} se puede describir especificando que un subconjunto absolutamente convexo {\displaystyle U} es un entorno de {\displaystyle 0} si y solo si {\displaystyle U\cap X_{n}} es un entorno absolutamente convexo de {\displaystyle 0} en {\displaystyle X_{n}} para cada {\displaystyle n.}

## Propiedades
Un espacio LB estricto es completo, barrilado, y bornológico (y por lo tanto, ultrabornológico).

## Ejemplos
Si {\displaystyle D} es un espacio topológico localmente compacto que es numerable en el infinito (es decir, es igual a una unión contable de subespacios compactos), entonces el espacio {\displaystyle C_{c}(D)} de todas las funciones continuas de valores complejos en {\displaystyle D} con soporte compacto es un espacio LB estricto. Para cualquier subconjunto compacto {\displaystyle K\subseteq D,} denótese por {\displaystyle C_{c}(K)} el espacio de Banach de funciones de valores complejos admitidas por {\displaystyle K} con la norma uniforme y ordénese la familia de subconjuntos compactos de {\displaystyle D} por inclusión.
Topología final en el límite directo de espacios euclidianos de dimensión finita
Sea
{\displaystyle {\begin{alignedat}{4}\mathbb {R} ^{\infty }~&:=~\left\{\left(x_{1},x_{2},\ldots \right)\in \mathbb {R} ^{\mathbb {N} }~:~{\text{all but finitely many }}x_{i}{\text{are equal to 0 }}\right\},\end{alignedat}}}
que denota el espacio de secuencias finitas, donde {\displaystyle \mathbb {R} ^{\mathbb {N} }} denota todas las secuencias de números reales.
Para cada número natural {\displaystyle n\in \mathbb {N} ,} sea {\displaystyle \mathbb {R} ^{n}} el espacio euclídeo habitual dotado con una topología euclídea y sea {\displaystyle \operatorname {In} _{\mathbb {R} ^{n}}:\mathbb {R} ^{n}\to \mathbb {R} ^{\infty }} la inclusión canónica definida por {\displaystyle \operatorname {In} _{\mathbb {R} ^{n}}\left(x_{1},\ldots ,x_{n}\right):=\left(x_{1},\ldots ,x_{n},0,0,\ldots \right)} de modo que su imagen sea
{\displaystyle \operatorname {Im} \left(\operatorname {In} _{\mathbb {R} ^{n}}\right)=\left\{\left(x_{1},\ldots ,x_{n},0,0,\ldots \right)~:~x_{1},\ldots ,x_{n}\in \mathbb {R} \right\}=\mathbb {R} ^{n}\times \left\{(0,0,\ldots )\right\}}
y consecuentemente,
{\displaystyle \mathbb {R} ^{\infty }=\bigcup _{n\in \mathbb {N} }\operatorname {Im} \left(\operatorname {In} _{\mathbb {R} ^{n}}\right).}
Dótese ahora al conjunto {\displaystyle \mathbb {R} ^{\infty }} con la topología final {\displaystyle \tau ^{\infty }} inducido por la familia {\displaystyle {\mathcal {F}}:=\left\{\;\operatorname {In} _{\mathbb {R} ^{n}}~:~n\in \mathbb {N} \;\right\}} de todas las inclusiones canónicas.
Con esta topología, {\displaystyle \mathbb {R} ^{\infty }} se convierte en un espacio vectorial topológico secuencial localmente convexo de Hausdorff y completo; es decir, no es un espacio de Fréchet-Urysohn.
La topología {\displaystyle \tau ^{\infty }} es estrictamente más fina que la topología del subespacio inducida en {\displaystyle \mathbb {R} ^{\infty }} por {\displaystyle \mathbb {R} ^{\mathbb {N} },} donde {\displaystyle \mathbb {R} ^{\mathbb {N} }} está dotada de su topología producto habitual.
Dota a la imagen {\displaystyle \operatorname {Im} \left(\operatorname {In} _{\mathbb {R} ^{n}}\right)} de la topología final inducida en ella por la función biyectiva {\displaystyle \operatorname {In} _{\mathbb {R} ^{n}}:\mathbb {R} ^{n}\to \operatorname {Im} \left(\operatorname {In} _{\mathbb {R} ^{n}}\right);}, es decir, está dotada de la topología euclídea transferida a ella desde {\displaystyle \mathbb {R} ^{n}} a través de {\displaystyle \operatorname {In} _{\mathbb {R} ^{n}}.}
Esta topología en {\displaystyle \operatorname {Im} \left(\operatorname {In} _{\mathbb {R} ^{n}}\right)} es igual a la topología subespacial inducida por {\displaystyle \left(\mathbb {R} ^{\infty },\tau ^{\infty }\right).}
Un subconjunto {\displaystyle S\subseteq \mathbb {R} ^{\infty }} está abierto (o cerrado) en {\displaystyle \left(\mathbb {R} ^{\infty },\tau ^{\infty }\right)} si y solo si para cada {\displaystyle n\in \mathbb {N} ,} el conjunto {\displaystyle S\cap \operatorname {Im} \left(\operatorname {In} _{\mathbb {R} ^{n}}\right)} es un subconjunto abierto (o cerrado) de {\displaystyle \operatorname {Im} \left(\operatorname {In} _{\mathbb {R} ^{n}}\right).}
La topología {\displaystyle \tau ^{\infty }} es coherente con la familia de subespacios {\displaystyle \mathbb {S} :=\left\{\;\operatorname {Im} \left(\operatorname {In} _{\mathbb {R} ^{n}}\right)~:~n\in \mathbb {N} \;\right\}.}
Esto convierte a {\displaystyle \left(\mathbb {R} ^{\infty },\tau ^{\infty }\right)} en un espacio LB.
En consecuencia, si {\displaystyle v\in \mathbb {R} ^{\infty }} y {\displaystyle v_{\bullet }} son una secuencia en {\displaystyle \mathbb {R} ^{\infty }}, entonces {\displaystyle v_{\bullet }\to v} en {\displaystyle \left(\mathbb {R} ^{\infty },\tau ^{\infty }\right)} si y solo si existe algún {\displaystyle n\in \mathbb {N} } tal que tanto {\displaystyle v} como {\displaystyle v_{\bullet }} estén contenidos en {\displaystyle \operatorname {Im} \left(\operatorname {In} _{\mathbb {R} ^{n}}\right)} y {\displaystyle v_{\bullet }\to v} en {\displaystyle \operatorname {Im} \left(\operatorname {In} _{\mathbb {R} ^{n}}\right).}
A menudo, para cada {\displaystyle n\in \mathbb {N} ,} se utiliza la inclusión canónica {\displaystyle \operatorname {In} _{\mathbb {R} ^{n}}} para identificar {\displaystyle \mathbb {R} ^{n}} con su imagen {\displaystyle \operatorname {Im} \left(\operatorname {In} _{\mathbb {R} ^{n}}\right)} en {\displaystyle \mathbb {R} ^{\infty };} de forma explícita, los elementos {\displaystyle \left(x_{1},\ldots ,x_{n}\right)\in \mathbb {R} ^{n}} y {\displaystyle \left(x_{1},\ldots ,x_{n},0,0,0,\ldots \right)} se identifican juntos.
Bajo esta identificación, {\displaystyle \left(\left(\mathbb {R} ^{\infty },\tau ^{\infty }\right),\left(\operatorname {In} _{\mathbb {R} ^{n}}\right)_{n\in \mathbb {N} }\right)} se convierte en un límite directo del sistema directo {\displaystyle \left(\left(\mathbb {R} ^{n}\right)_{n\in \mathbb {N} },\left(\operatorname {In} _{\mathbb {R} ^{m}}^{\mathbb {R} ^{n}}\right)_{m\leq n{\text{in }}\mathbb {N} },\mathbb {N} \right),} donde para cada {\displaystyle m\leq n,} la aplicación {\displaystyle \operatorname {In} _{\mathbb {R} ^{m}}^{\mathbb {R} ^{n}}:\mathbb {R} ^{m}\to \mathbb {R} ^{n}} es la inclusión canónica definida por {\displaystyle \operatorname {In} _{\mathbb {R} ^{m}}^{\mathbb {R} ^{n}}\left(x_{1},\ldots ,x_{m}\right):=\left(x_{1},\ldots ,x_{m},0,\ldots ,0\right),} donde hay {\displaystyle n-m} ceros finales.

### Contraejemplos
Existe un espacio LB bornológico cuyo bidual fuerte es no bornológico.
Existe un espacio LB que no es cuasi completo.